# Шушковський
Шушковський (рос. Шушковский) — селище у Убінському районі Новосибірської області Російської Федерації.
Входить до складу муніципального утворення Владимировська сільрада. Населення становить 15 осіб (2010).

## Історія
Згідно із законом від 2 червня 2004 року органом місцевого самоврядування є Владимировська сільрада.

## Населення
| 2002 | 2007 | 2010 |
| ---- | ---- | ---- |
| 52   | ↘42  | ↘15  |